# 塔爾吉特山
66°0′S 62°57′W / 66.000°S 62.950°W
塔爾吉特山（英語：Target Hill）（66°0′S 62°57′W）是南極洲的山峰，位於葛拉漢地東岸的萊帕德冰川南岸，處於弗里切山以西11公里，海拔高度1,010米，現時由南極條約體系管理。